# Nadia Styger
Nadia Styger (Zug, 11 december 1978) is een voormalige Zwitserse alpineskiester. Ze is zesvoudig Zwitsers kampioene in de super G en de afdaling.

## Biografie
Styger debuteerde in 1999 in het wereldbekercircuit. De begintijd van de carrière van Styger werd overschaduwd door problemen met de kruisbanden, die in korte tijd vier keer scheurden waardoor ze tot seizoen 2002/2003 voornamelijk geblesseerd was. Hierna ging het vooruit met de skicarrière en haalde ze punten voor de wereldbeker in verschillende disciplines. In seizoen 2003/2004 behaalde ze 12 top-tien plaatsen, waarna in 2004 de eerste winst in de wereldbeker volgde op de Super G in Sestriere. In het seizoen 2005/2006 eindigde ze derde in de wereldbeker in de Super G.
Op de Wereldkampioenschappen alpineskiën 2007 eindigde ze vierde op de afdaling. Ze nam tweemaal deel aan de Olympische Winterspelen maar won hierbij geen medaille. In 2006 in Turijn eindigde ze vijfde op de afdaling. Vier jaar later (in Vancouver) behaalde ze een zesde plaats op de Super G.
Op 28 juni 2011 maakte Styger bekend te stoppen met de wedstrijdsport. Naar aanleiding van de val die ze maakte tijdens een training in Canada, voorafgaand aan het seizoen 2010/2011.

## Resultaten

### Titels
- Zwitsers kampioene super G - 1999, 2000, 2003
- Zwitsers kampioene afdaling - 2003, 2005, 2006

### Wereldkampioenschappen
| Jaar | Plaats       | Resultaten                              |
| ---- | ------------ | --------------------------------------- |
| 2003 | Sankt Moritz | 20e Reuzenslalom                        |
| 2005 | Bormio       | 8e Super G 9e Afdaling DNF Reuzenslalom |
| 2007 | Åre          | 4e Afdaling 7e Super G DNF Reuzenslalom |
| 2009 | Val d'Isère  | DNF Afdaling                            |

### Olympische Spelen
| Jaar | Plaats    | Resultaten                               |
| ---- | --------- | ---------------------------------------- |
| 2006 | Turijn    | 5e Afdaling 24e Reuzenslalom 35e Super G |
| 2010 | Vancouver | 6e Super G 12e Afdaling                  |

### Wereldbeker

#### Eindklasseringen
| Seizoen   | Algm | AD  | RS  | SG    | SC |
| --------- | ---- | --- | --- | ----- | -- |
| 1998/1999 | 74e  | 32e | -   | 54e   | -  |
| 1999/2000 | 94e  | 44e | -   | 57e   | -  |
| 2000/2001 | 106e | -   | 51e | 44e   | -  |
| 2002/2003 | 81e  | 31e | 50e | 42e   | -  |
| 2003/2004 | 11e  | 8e  | 26e | 6e    | -  |
| 2004/2005 | 41e  | 20e | 34e | 31e   | -  |
| 2005/2006 | 11e  | 13e | 24e | Brons | 6e |
| 2006/2007 | 21e  | 6e  | -   | 19e   | -  |
| 2007/2008 | 17e  | 6e  | 56e | 14e   | -  |
| 2008/2009 | 42e  | 23e | -   | 19e   | -  |
| 2009/2010 | 12e  | 11e | -   | Brons | -  |

#### Wereldbekerzeges
| Datum            | Plaats    | Onderdeel |
| ---------------- | --------- | --------- |
| 11 maart 2004    | Sestriere | Super G   |
| 9 december 2005  | Aspen     | Super G   |
| 3 maart 2006     | Hafjell   | Super G * |
| 22 februari 2008 | Whistler  | Afdaling  |

* in dezelfde tijd als Michaela Dorfmeister en Lindsey Vonn 